# Pałac w Czerniejewie
Pałac w Czerniejewie – znajduje się na północnym skraju miasta, połączony z nim długą aleją, wzniesiony w latach 1771-1780 lub 1790 dla Jana Lipskiego według projektu architekta Ignacego Graffa.
Prawdopodobnie w tym miejscu znajdował się wcześniej zamek.
Pałac wielokrotnie przebudowywany. Pierwsza przebudowa, z lat 1789-1790 i późniejszych, przeprowadzona prawdopodobnie według projektu Kamsetzera nadała pałacowi charakter klasycystyczny. W 1800 dodano czterokolumnowy portyk z tympanonem, wysunięty znacznie przed linię elewacji. Portyk umożliwiał kryty dojazd pod samo wejście i dodał rezydencji okazałości. Inne elementy tej przebudowy to gruntowna rearanżacja wnętrz. Powstał wtedy, na osi głównej pałacu, na parterze, wsparty na kolumnach salon (sala terrena, tzw. grota pompejańska według opisu na planie z 1911), a nad nim, na piętrze, dwukondygnacyjna, nakryta spłaszczoną (pozorną) kopułą sala balowa ozdobiona pilastrami. Te zmiany spowodowały dodanie ryzalitu na fasadzie ogrodowej pałacu.
Przebudowa z lat 1926-1928, wykonana na zlecenie hrabiego Zygmunta Skórzewskiego, przeprowadzona przez architekta Juliusza Nagórskiego polegała na dobudowie wschodniego skrzydła pałacu i połączeniu głównego budynku z oficyną wschodnią za pomocą galerii. Oficynę zachodnią połączono galerią z pałacem w latach 1979-1984 (albo 1980-1983), podczas prac restauracyjno–remontowych.
Park krajobrazowy (13 ha), pierwotnie założony jako ogród francuski, od XIX wieku jako ogród angielski, z alejami lipowymi, grabowymi i stawem. W głębi parku budynek bażanciarni z pocz. XIX w., przebudowanej potem na domek myśliwski.
Po wybuchu II wojny światowej, 5 września 1939 rodzina Skórzewskich (hrabia Zygmunt Włodzimierz Skórzewski wraz z żoną, księżniczką Leontyną Skórzewską z d. Radziwiłł) uciekła tuż przed zajęciem pałacu przez wojska niemieckie. Samochodem udało im się dotrzeć do Nieborowa. Herb Skórzewskich, Drogosław, ostatnich przedwojennych właścicieli obiektu zdobi bramę wjazdową.
Pałac w czasie II wojny światowej użytkowany był przez Niemców, dlatego zabudowania przetrwały wojnę w stanie nienaruszonym. Wnętrza i wyposażenie uległy znacznemu zniszczeniu w końcowym okresie wojny. Od wyzwolenia do 1977 r. siedziba domu dziecka, później przejęty i wyremontowany przez PGR Żydowo z przeznaczeniem na hotel i centrum konferencyjne. Obecnie również pełni tę funkcję. 3 czerwca 1997 gościł na uroczystym śniadaniu siedmioro przywódców państw Europy Środkowo-Wschodniej, którzy spotkali się tu podczas obchodów 1000-lecia męczeńskiej śmierci Świętego Wojciecha.
Zespół figuruje od 21 lutego 1964 w rejestrze zabytków Narodowego Instytutu Dziedzictwa, z późniejszymi uzupełnieniami.
Pałac znajduje się na Szlaku Pałaców i Dworów Powiatu Gnieźnieńskiego.

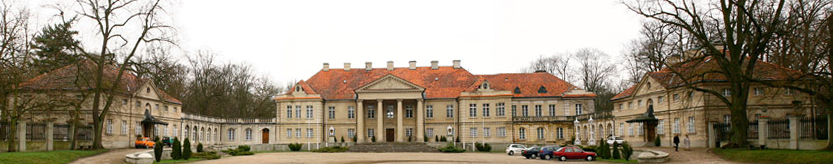
Panorama pałacu

## Opis
Piętrowy pałac pierwotnie późnobarokowy, kryty wysokim dachem dwuspadowym; wybudowany na planie prostokąta z dwoma skrzydłami. Od frontu portyk z czterema kolumnami potrzymującymi fronton z herbami: Lipskich Grabie i Koźminskich Poraj. Po bokach głównego budynku ryzality. Obiekt z dwoma dziedzińcami. Pierwszy, zewnętrzny (tzw. avant-cour, przeddziedziniec) ma po bokach wozownie i stajnie. Drugi, wewnętrzny (tzw. cour d'honneur, dziedziniec honorowy) otoczony jest z boków dwiema oficynami z roku 1780.

## Galeria

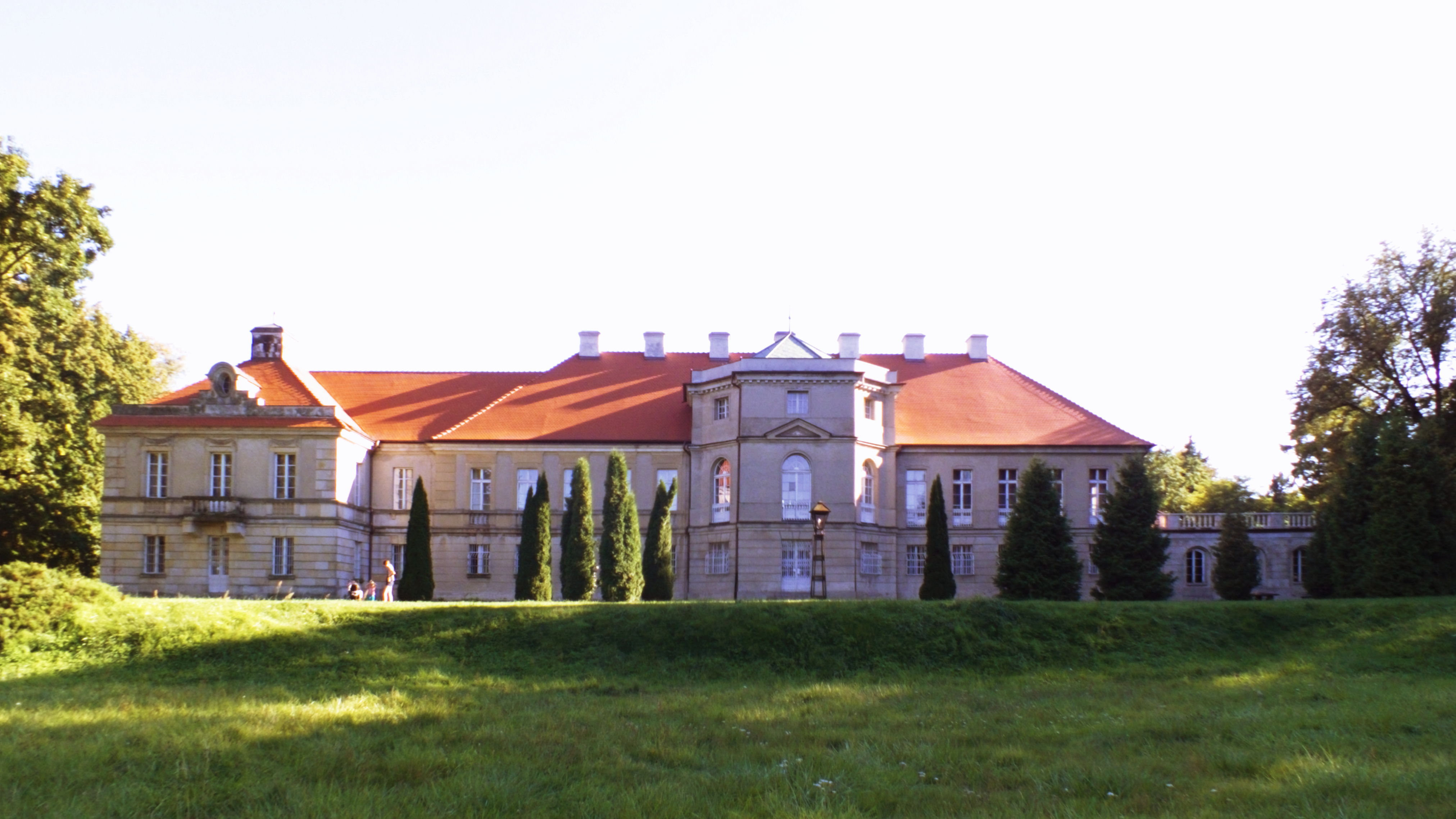
Fasada ogrodowa
- Panorama pałacu
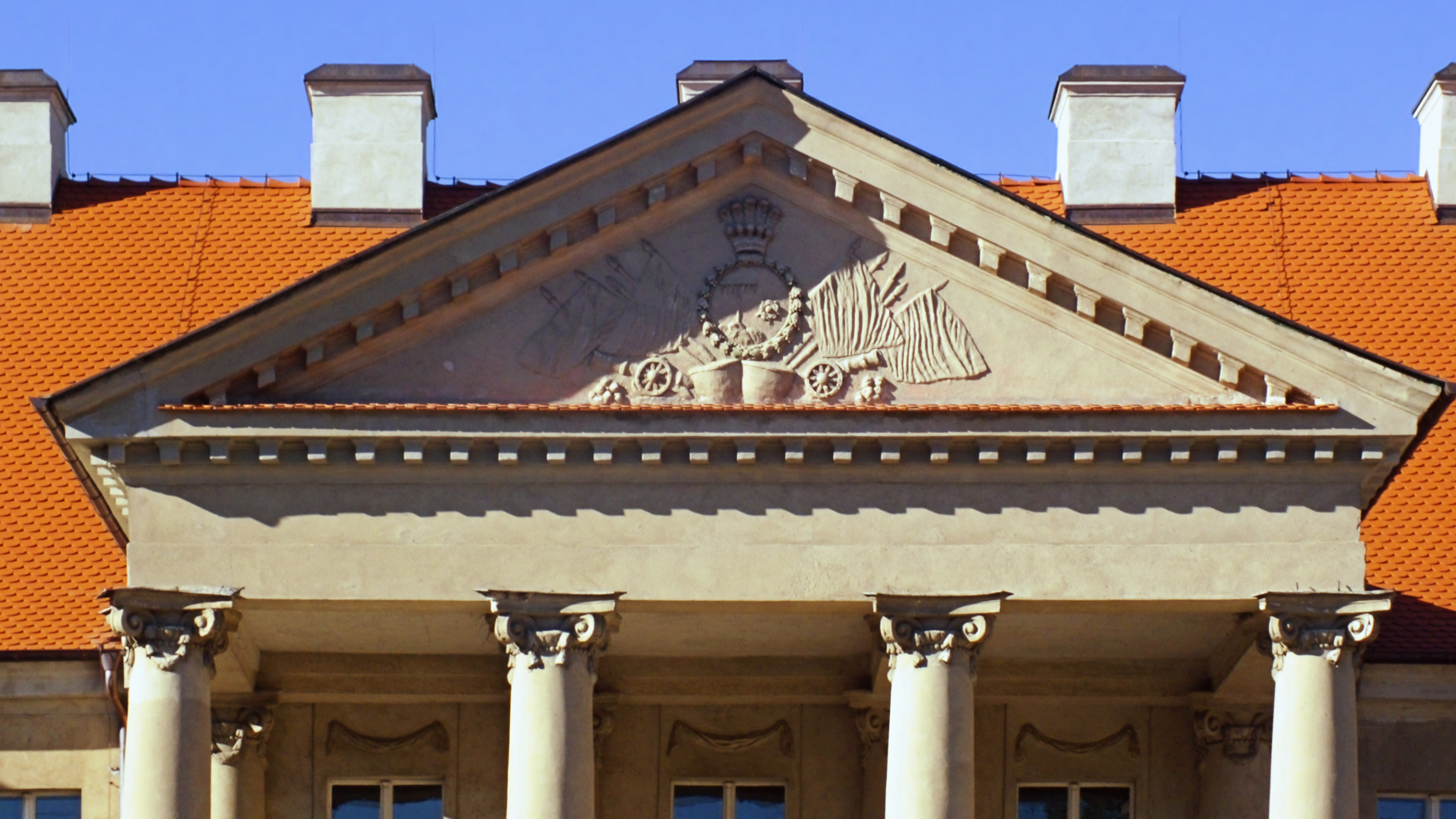
Herby Lipskich Grabie i Koźminskich Poraj
Herb Grabie Lipskich
Herb Poraj Koźminskich
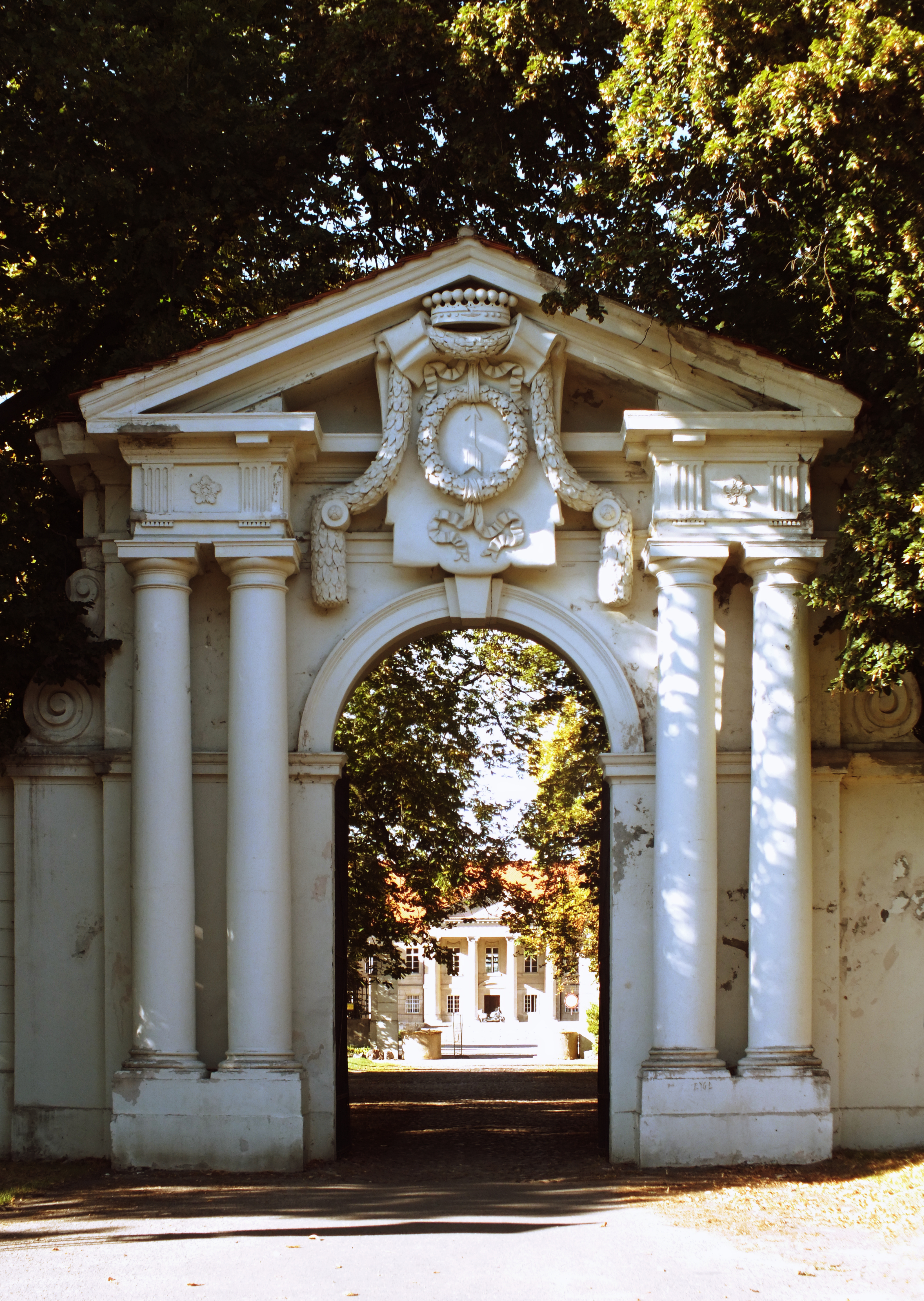
Brama z herbem Drogosław Skórzewskiego
Herb Drogosław Z. Skórzewskiego
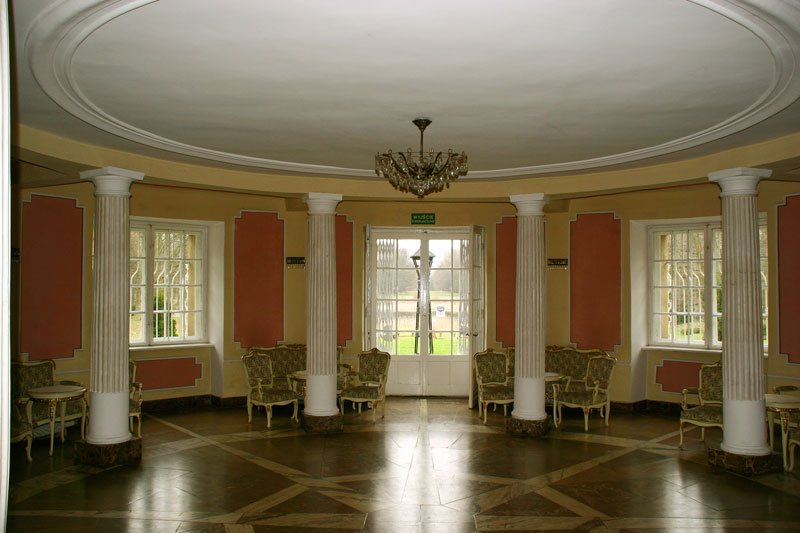
Sala pompejańska w pałacu
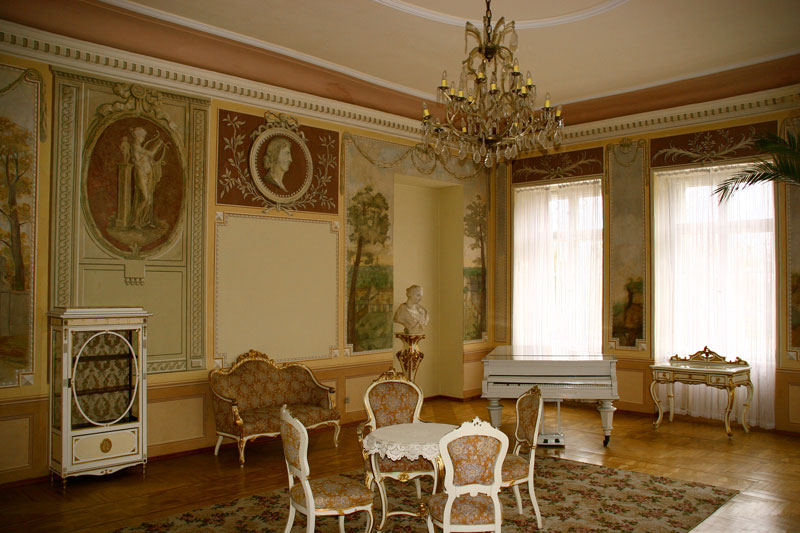
Salon muzyczny w pałacu
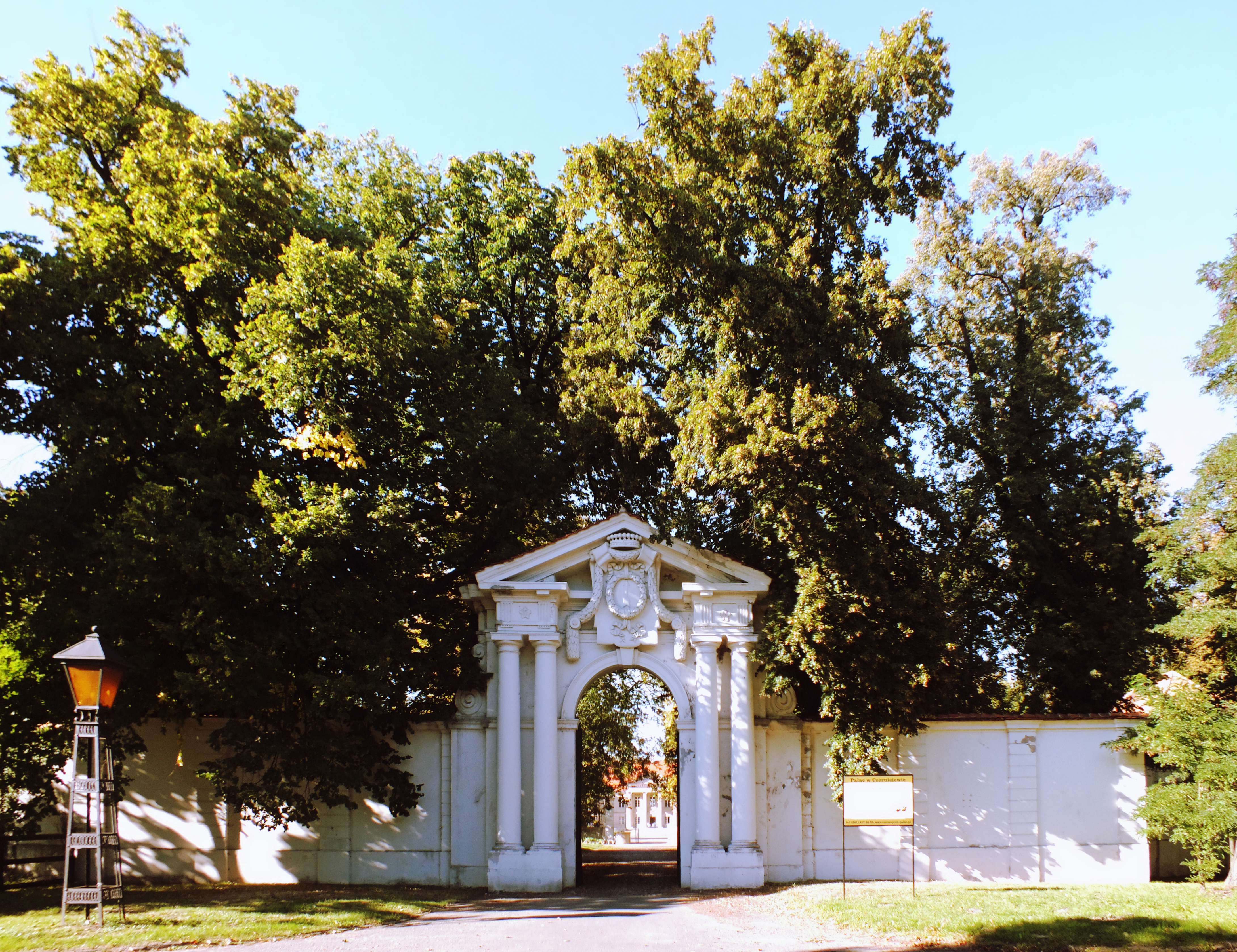
Główna brama zespołu pałacowego
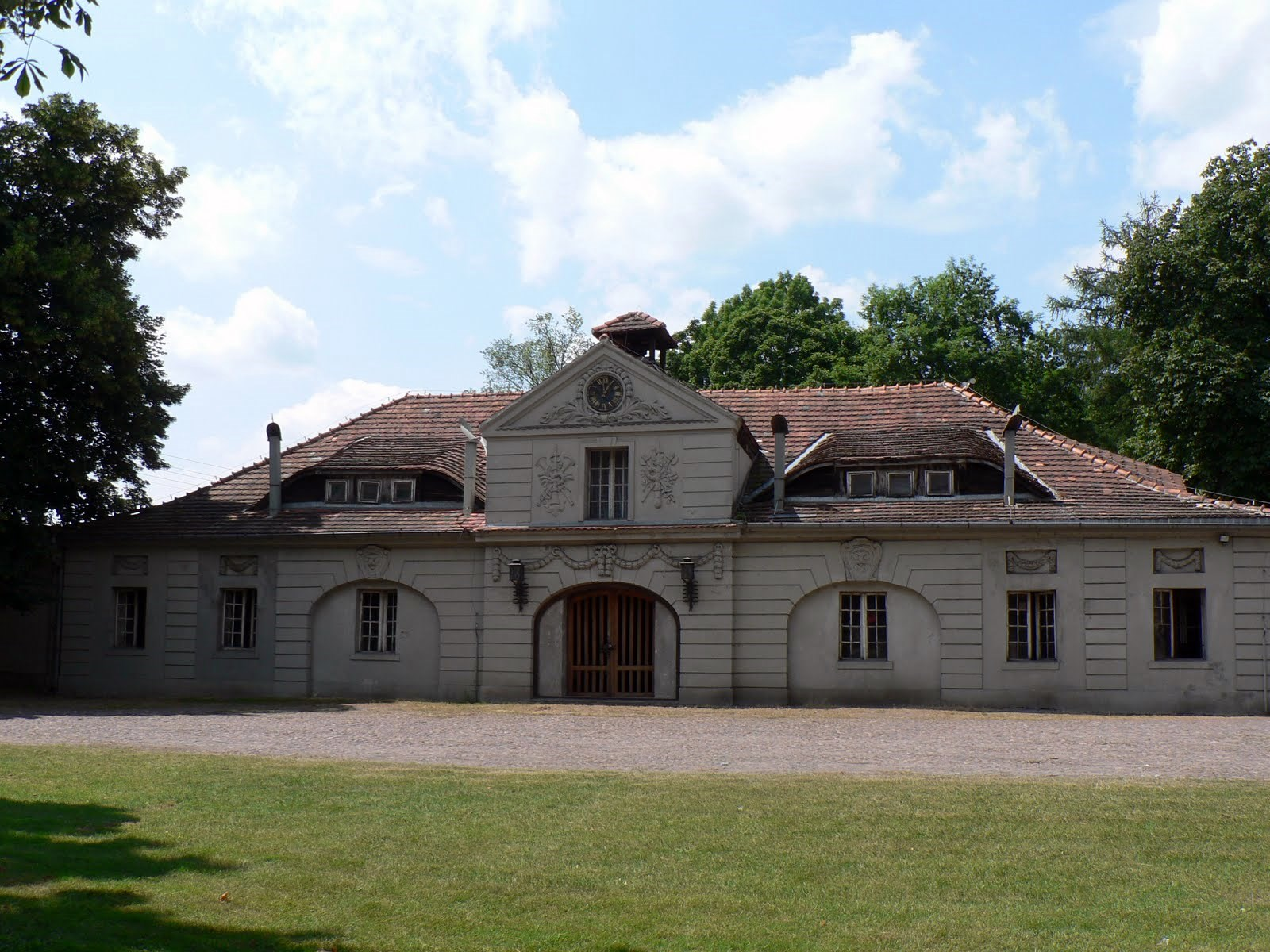
Stajnia
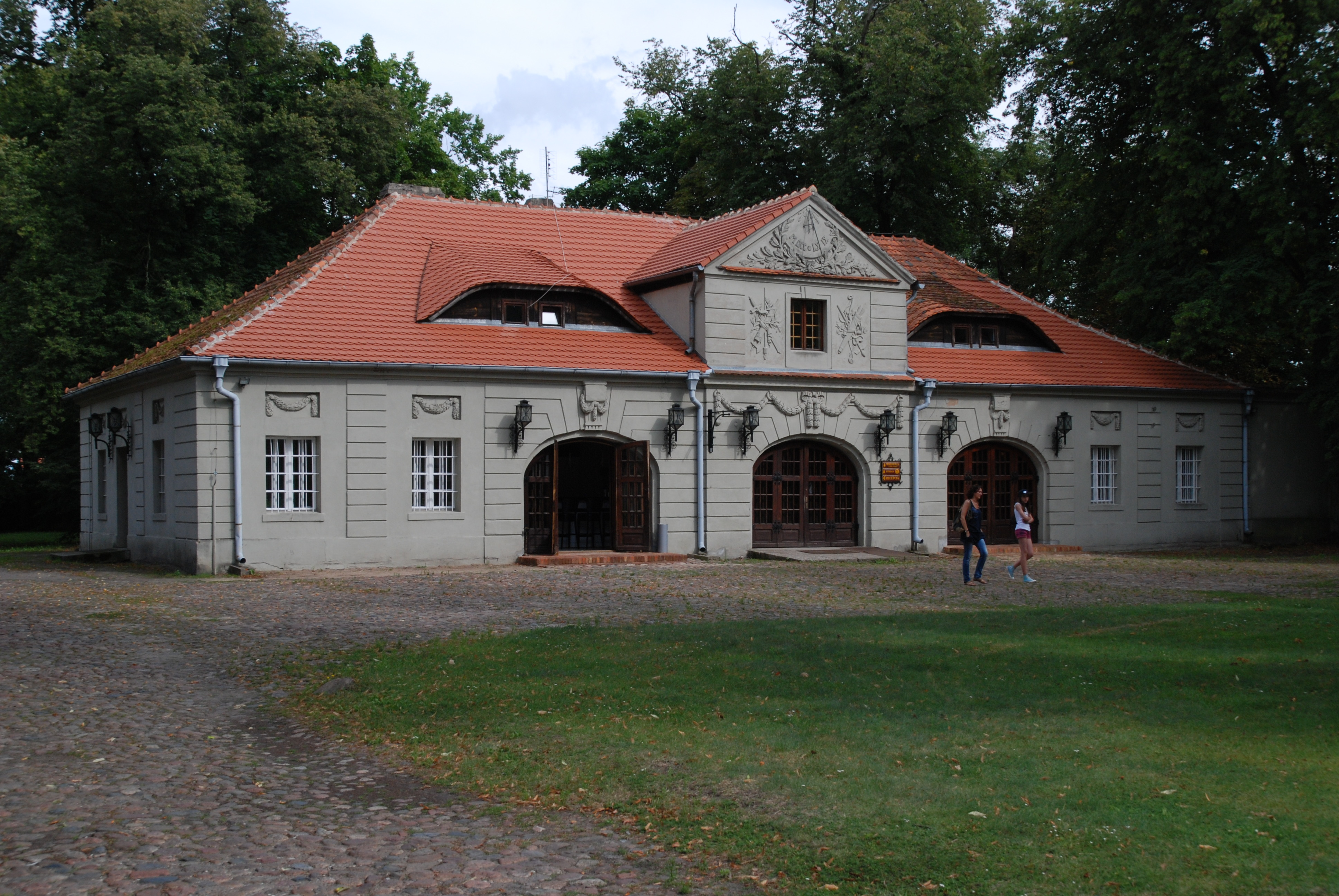
Wozownia
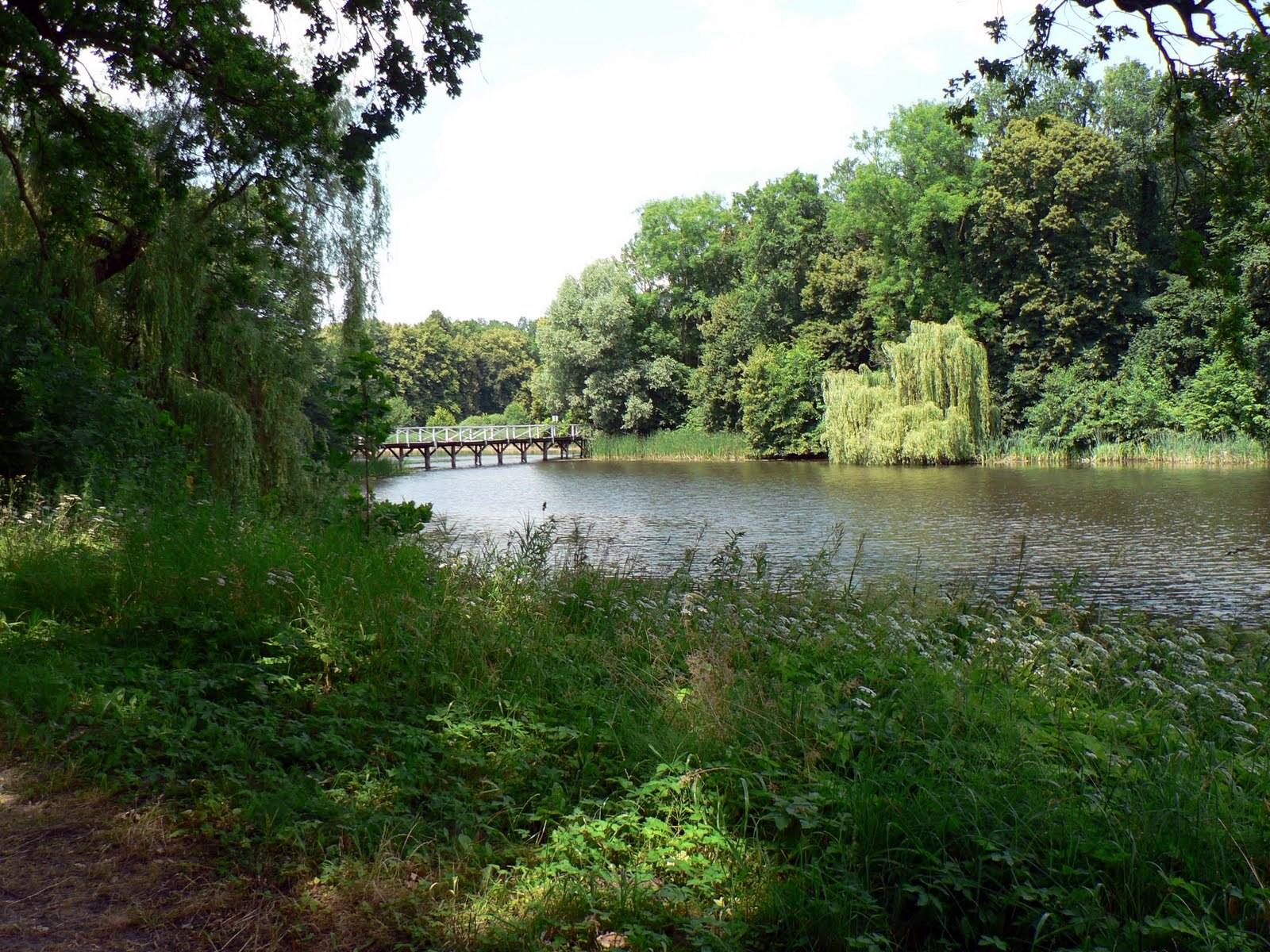
Staw Piła w parku pałacowym
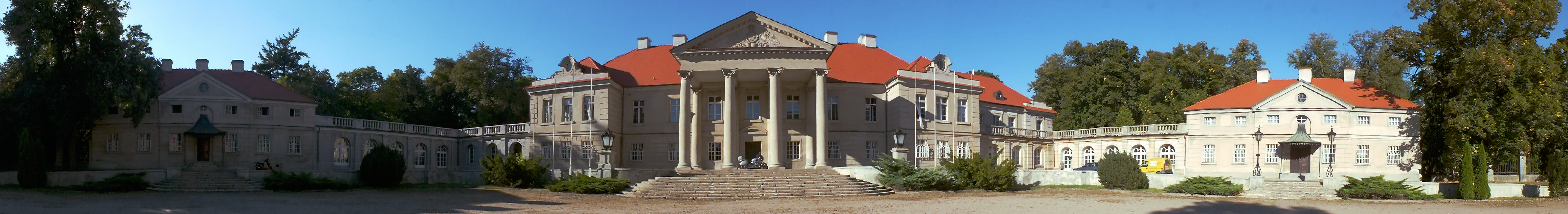
Panorama pałacu
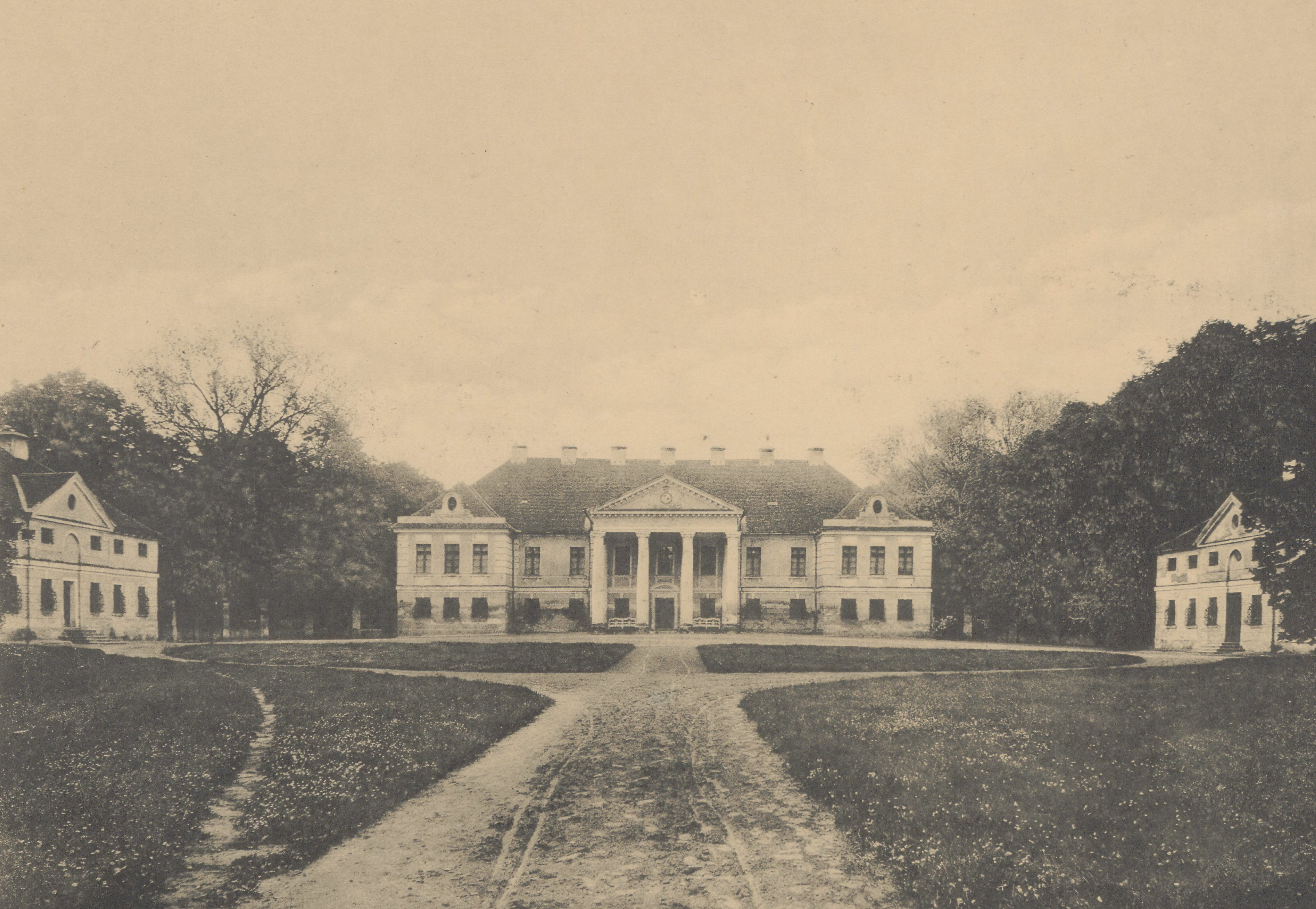
Widok pałacu przed 1912